# 스테비아

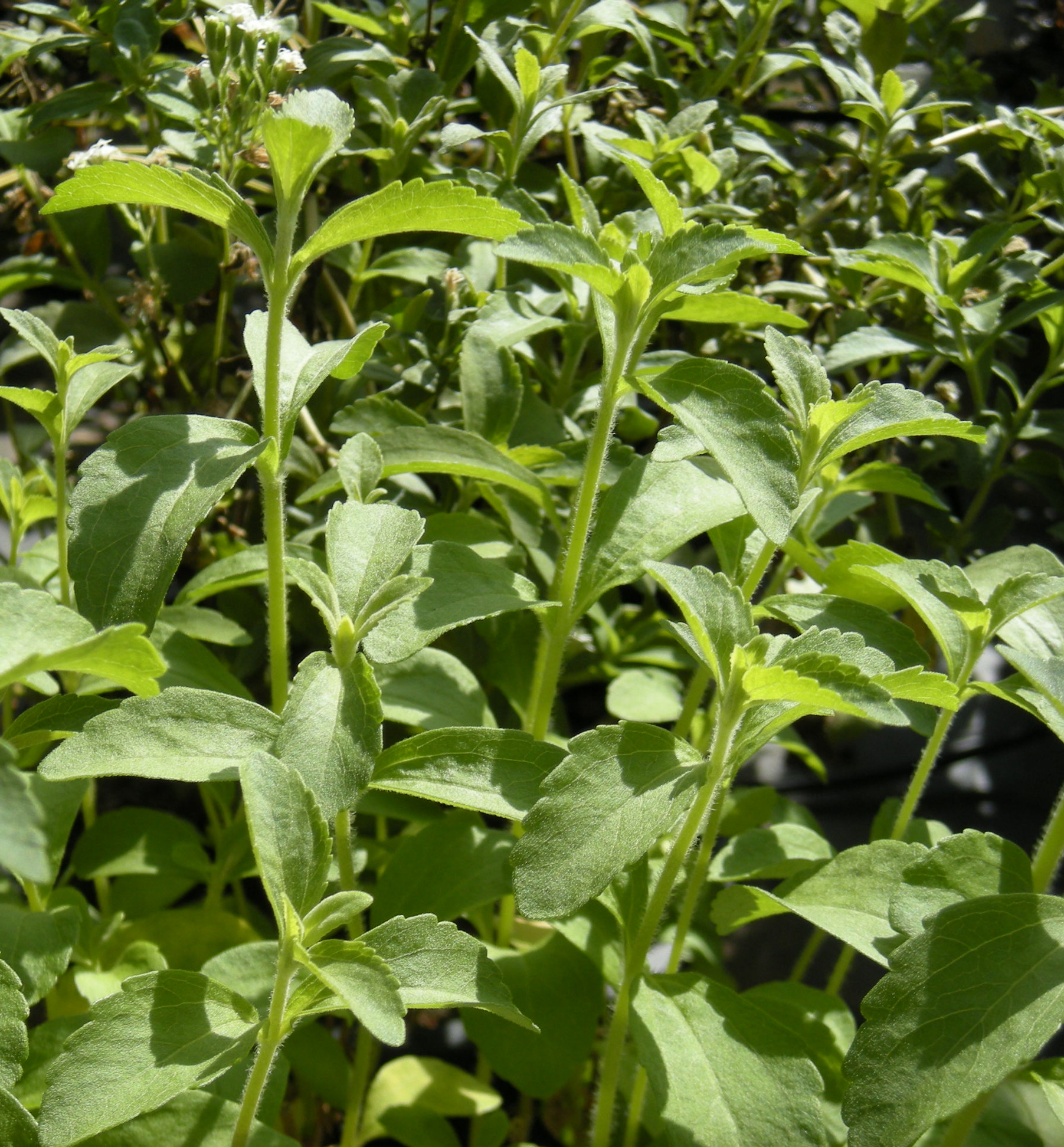

스테비아(stevia)는 브라질과 파라과이가 원산지인 스티비아레바우디아나의 잎에서 추출한 천연 감미료 및 설탕 대용품이다.
활성화합물은 스테비올 글리코사이드(주로 스테비오사이드와 레바우디오사이드)로 설탕의 30~150배의 단맛을 가지고 있으며, 열 안정성이 있고, pH 안정성이 있으며, 발효되지 않는다. 몸은 스테비아에서 글리코사이드 대사하지 않기 때문에 다른 인공 감미료처럼 칼로리가 0이다. 스테비아의 맛은 설탕에 비해 맛이 느껴지는 속도가 느리고 지속시간이 길며, 추출물 중 일부는 고농도에서 쓴맛이나 감초 같은 뒷맛이 날 수 있다.
스테비아의 식품 첨가제나 식이요법 보충제로서의 법적 허용 수준은 나라마다 다르다. 미국에서는 2008년 이후 고순도 스테비아 글리코사이드 추출물이 GRAS (generally recognized as safe, 일반적으로 안전하다고 인식된다)으로 인식되어 식품에서 허용되고 있으나 스테비아 잎과 원액 추출물은 식품에서의 사용에 대한 GRAS나 식품의약국(FDA) 승인을 받지 못하고 있다. 유럽 연합은 스테비아 첨가물을 2011년에 승인했고 일본에서는 스테비아가 수십 년 동안 감미료로 널리 사용되어 왔다.
스테비아 레바우디아나 식물은 남아메리카의 과라니족에 의해 1,500년 이상 사용되어 왔으며, 과라니족은 이를 '카아헤'("sweet herb")라고 불렀다. 이 잎은 브라질과 파라과이에서 전통적으로 수백 년 동안 지역 차와 의약품을 달게 하기 위해 사용되어 왔다. 이 속은 스페인의 식물학자이자 의사인 페트루스 야코부스 스테버스의 이름을 따서 명명되었다.

## 감미료 성분
스테비오사이드 같은 테르페노이드(Terpenoid) 배당체(글리코사이드)를 포함하고 있어 감미료로 사용된다. 1971년에 일본 오사카에 있는 모리타화학공업이 세계 최초로 상품화했다. 스테비오사이드의 단맛은 설탕의 300배에 이른다. 2007년 6월에는 미국의 코카콜라와 카길이 특허 24건을 신청, 스테비아감미료 판매를 발표했다.
남아메리카가 원산지인 국화과 다년생 식물로, 하천이나 습지대 주변에서 서식하는 높이 60~90cm 정도의 상록성 다년초이다. 특히 스테비아의 잎과 줄기에 들어있는 '스테비오사이드'라는 성분은 설탕의 당분보다 200~300배 높아, 설탕을 대체할 수 있는 천연 감미료로 사용된다. 우리나라에는 1973년 들어왔으며, 설탕 대체용 개발을 위해 시험 재배됐다.
또한 스테비아에 포함된 ‘테르펜’이라는 당은 인슐린 분비 세포를 자극해 식사 후 고혈당을 예방하는 데 도움을 준다. 다만 스테비아는 평소 신장이 좋지 않을 사람이 과다 섭취할 경우에는 설사나 복통 등의 부작용이 나타날 수 있어 주의해야 한다.